# Laoni csata
A laoni csata 1814. március 9–10. között zajlott le a Napóleon vezette francia és a Blücher irányítása alatt álló szövetséges (orosz–porosz) erők között, és a szövetségesek győzelmével ért véget.

## Előzmények
A szövetségesek támadása Napóleon francia birodalmának teljes összeomlásához vezetett 1814-ben. A franciák teljes vereséget szenvedtek 1812-ben Oroszországban, 1813-ban elveszítették Közép-Európát. Napóleon birodalma most már a puszta túlélésért harcolt. 1814 februárjának utolsó hetében, amikor Blücher inváziója elindult, a porosz tábornok magához ragadta a kezdeményezést és Párizs ellen nyomult erejével. 
Napóleon két marsallja is ott tartózkodott seregével közvetlen közelben: Édouard Mortier és Auguste Marmont tábornok két különálló hadtesttel, de ők csak 10 ezer katonával rendelkeztek, és képtelenek voltak állni a sarat Blücher nagyobb létszámú seregével szemben. Napóleon 30 ezer katonával sietett a megmentésükre nyugati irányba, azt remélte, hogy csapdát tud állítani Blücher ellen a Marne folyónál. Blücher február végén, március elején váratlanul támadt rá Marmont és Mortier seregeire az Ourcq folyónál, majd parancsot adott a visszavonulásra; észak felé átcsoportosítva erőit, amikor Napóleon támadásba indult. A porosz csapatok átkeltek a megáradt Aisne folyón, és március 4-én Soissons-ba érkeztek. Ott feltöltődve az utánpótlással Blücher erői már 100 000 főre dagadtak. Március 7-én az „ellentmondások csatájában” Craonne-nál a francia császár nyugati irányban támadt a Chemin des Dames-on, itt még túljárt a porosz tábornok eszén, akinek a serege Laon felé vonult vissza.

## A csata
Blücher azért választotta ki a csatamező számára Laont, mert nagyszerűen védhető fontos útkereszteződés volt. A vidék északról sík és nyitott, de délről a hegyes és fás terepen nehéz katonai manőverezés. Ardon és Semilly falucska a hegyek lábánál jó bástyaként szolgált a porosz és orosz erőknek. Blüchernek 90 000 embere és 176 ágyúja volt.
Bülow porosz hadtestét saját maga vezette. Blücher nyugati szárnyát az orosz erők alkották Ferdinand Fjodorovics Winzingerode parancsnoksága alatt, míg a keleti szárnyat Yorck és Kleist tábornok alkotta két porosz hadosztállyal. Két orosz hadosztály Langeron és Osten-Sacken generális vezetése alatt alkotta a tartalékot. A craonne-i csata után, Napóleon a serege nagyobb részét északkelet felé, Laon irányába küldte; egy 10 000 fős seregrészt hagyott Marmont parancsnoksága alatt, hogy nyomuljon előre a Berry-au-Bac-i úton.
Az előcsatározások március 8-án este kezdődtek, amikor a franciák előőrse kiüldözött egy kisebb orosz egységet Urcel-ből a soissons-i úton. Március 9-én a korai órákban a franciák ismét megkezdték előrenyomulásukat az úton. A francia dragonyosok reggel fél hatkor megérkeztek Laon elé, de ott meglepetésükre heves tűz fogadta őket. Hét órakor a franciák újabb támadással próbálkoztak Ardon és Semilly településen lévő szövetséges állások ellen. A fiatal gárda néhány seregrésze feljutott a dombok tetejére, de onnan visszaűzték őket.
Blücher még lázával vesződött, így nem tudott szokásos módon közvetlenül intézkedni, mint ahogy tőle korábban megszokhatták. Délelőtt 11 órakor köd borította el a csatamezőt, zavarva ezzel a szövetségesek vezérkarának kilátását.
Blücher, mivel hírforrásai szegényesek voltak, azt hitte, hogy a franciák is 90 000 -es sereggel rendelkeznek, ezért tábornokai tanácsára vonakodott egy támadástól. A szövetségesek ha tisztában lettek volna azzal, hogy Napóleonnak csak 30 000 embere van, és támadást indítanak, akkor valószínűleg megsemmisítő vereséget mérnek rá, de Blücher csak Winzingerode hadseregét merte bevetni a francia bal szárny ellen. Ez a támadás nagyon erőtlenre sikeredett, és a franciák könnyedén visszaverték.
Blücher ekkor megpróbálta Marmont keleti hadosztályát elzárni a francia császár nyugati erőitől. A meggyőző erejű szövetséges támadás birtokba vette Ardont, de a győztes porosz gyalogságot Blücher parancsa megállította, a porosz tábornok attól félt, hogy a franciák keletről oldalba támadhatják. A franciák később megújult rohammal este 9-kor elfoglalták Clacyt, Blücher nyugati szárnyán. Az első napi harcok végén Laon a szövetségesek csapatok kezén maradt.
Ezalatt március 9-én délután öt óra körül Marmont hadosztálya támadást intézett Athies falu ellen, és megütköztek a poroszok előőrsével. A francia tábornok Fabvier ezredest ezer emberével nyugatra küldte, hogy vegye fel a kapcsolatot Napóleon főerőivel. Blucher és Gneisenau, amikor hallott a harcokról keleten, teljes erőbedobással ellentámadást parancsolt két hadsereggel. A szövetségesek elvágták Marmont seregét a többi francia seregtől, és visszaűzték.
Fabvier ezredes elgondolása mentette meg Marmont seregének egy részét, amikor az visszatért és megtisztította az utat, és 125 veterán az „öreg Gárdából” megakadályozta a szövetséges lovasságot abban, hogy foglyul ejtse a franciákat.
Marmont 3500 embert és 45 ágyút vesztett. Tizedikén éjfélkor Blücher egy bátor manőverrel megpróbálta felmorzsolni a franciákat. A porosz tábornok ekkor nagyon beteg volt, és a tényleges parancsnokságot Gneisenau látta el; a hadserege megvédte Laont. A többi francia támadás nem vezetett eredményre, így Napóleon késő este visszavonta erőit.

## Következmények
Ez a balszerencsés vereség még nem jelentette Napóleon uralmának végét. Néhány nappal később a franciák megsemmisítettek egy elszigetelt ellenséges erőt Reimsnél. Blücher sziléziai hadserege még néhány hétig inaktív maradt a győzelem után. A szövetségesek ennek ellenére a francia császárt megakadályozták abban, hogy észak felé nyomuljon, és megőrizték pozícióikat a későbbi, március végi Párizs elleni támadáshoz.

## Képek a csata főszereplőiről

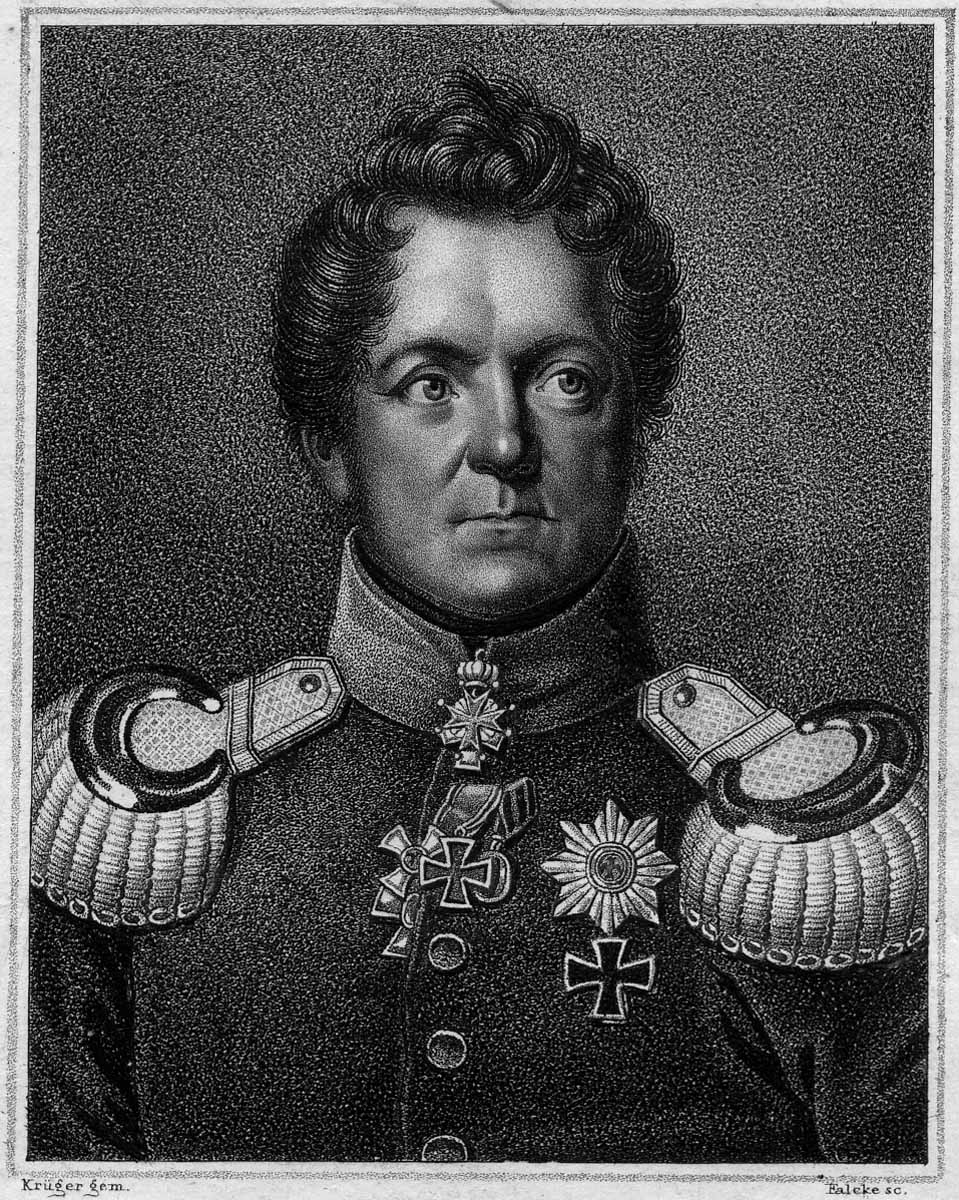
Gneisenau
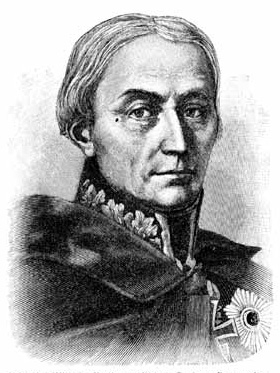
Bülow
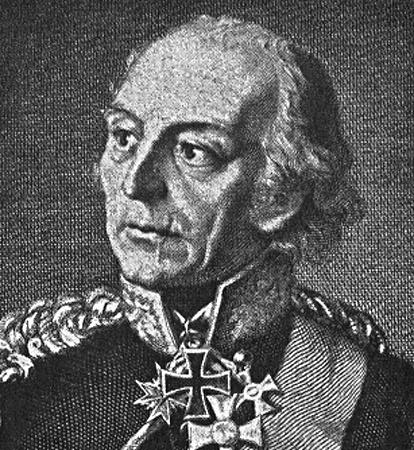
Yorck
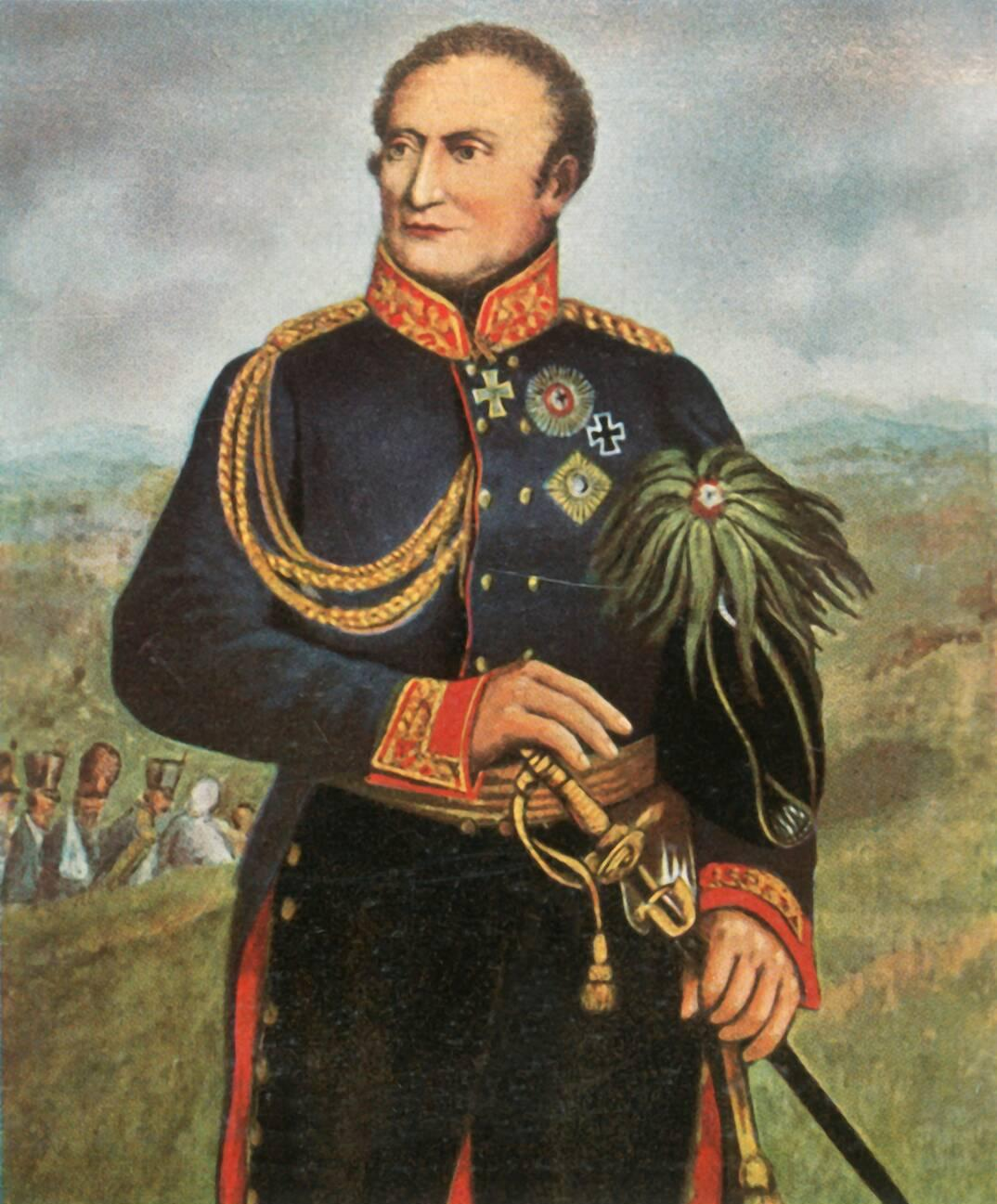
Kleist
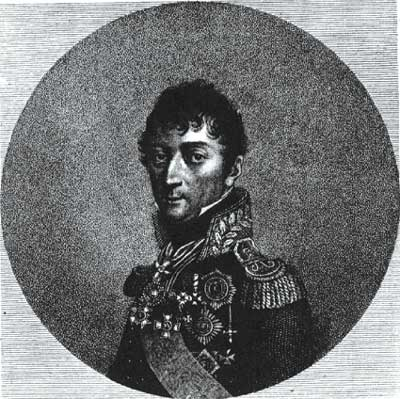
Langeron
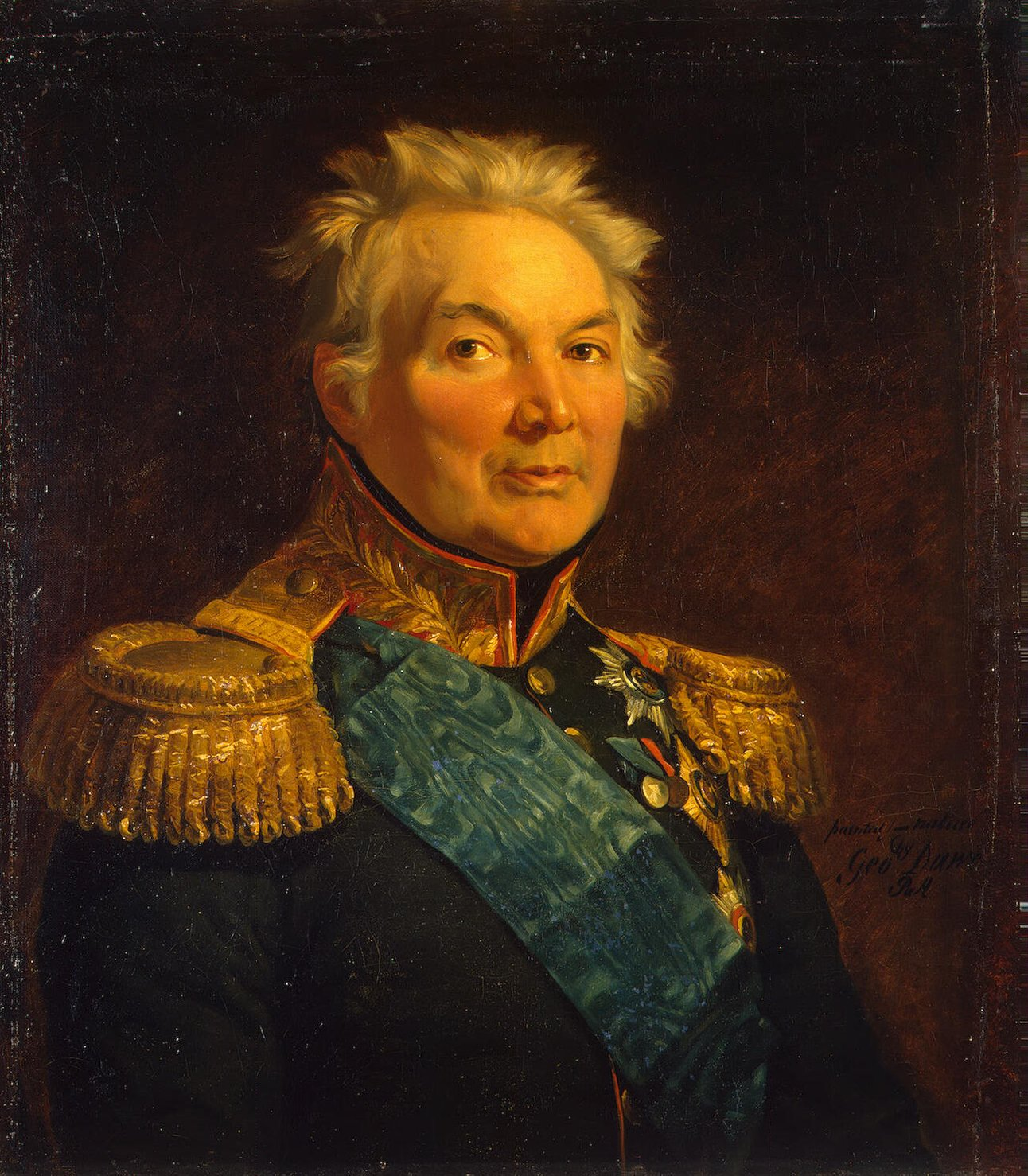
Osten-Sacken
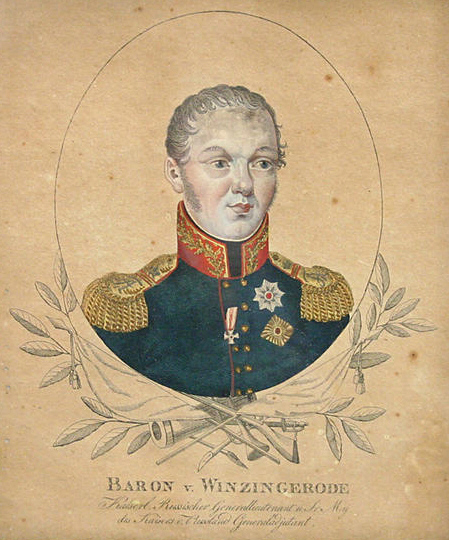
Wintzingerode
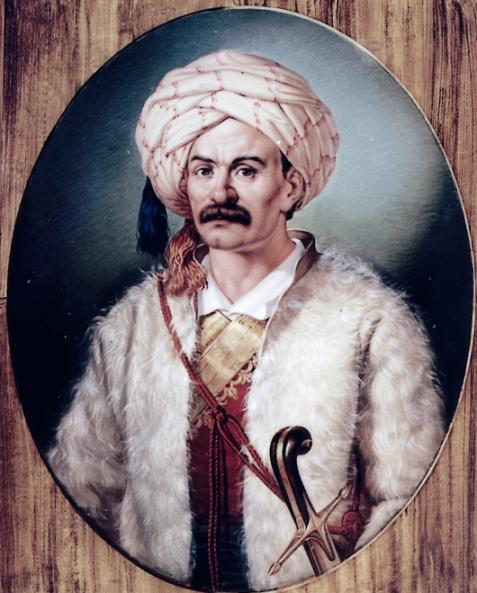
Fabvier
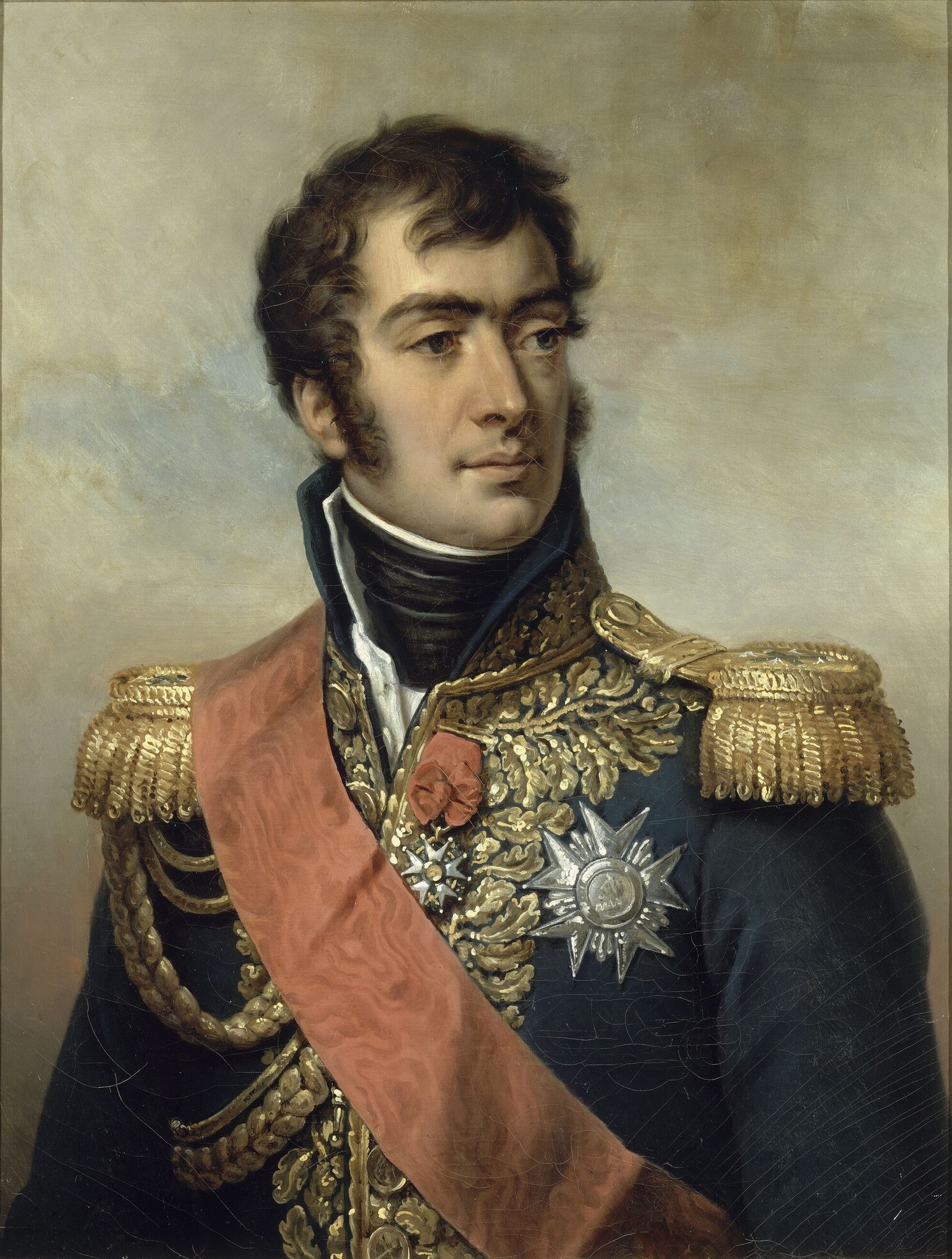
Marmont
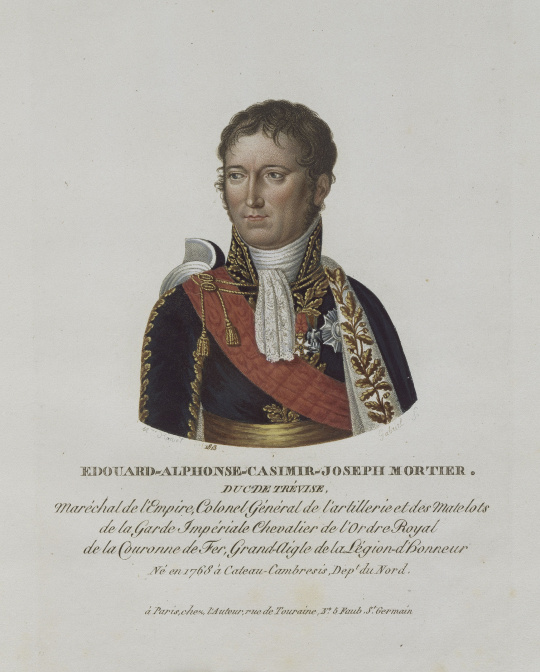
Mortier

## Fordítás
- Ez a szócikk részben vagy egészben a Battle of Laon című angol Wikipédia-szócikk fordításán alapul.  Az eredeti cikk szerkesztőit annak laptörténete sorolja fel. Ez a jelzés csupán a megfogalmazás eredetét és a szerzői jogokat jelzi, nem szolgál a cikkben szereplő információk forrásmegjelöléseként.